# Alexander Burgener

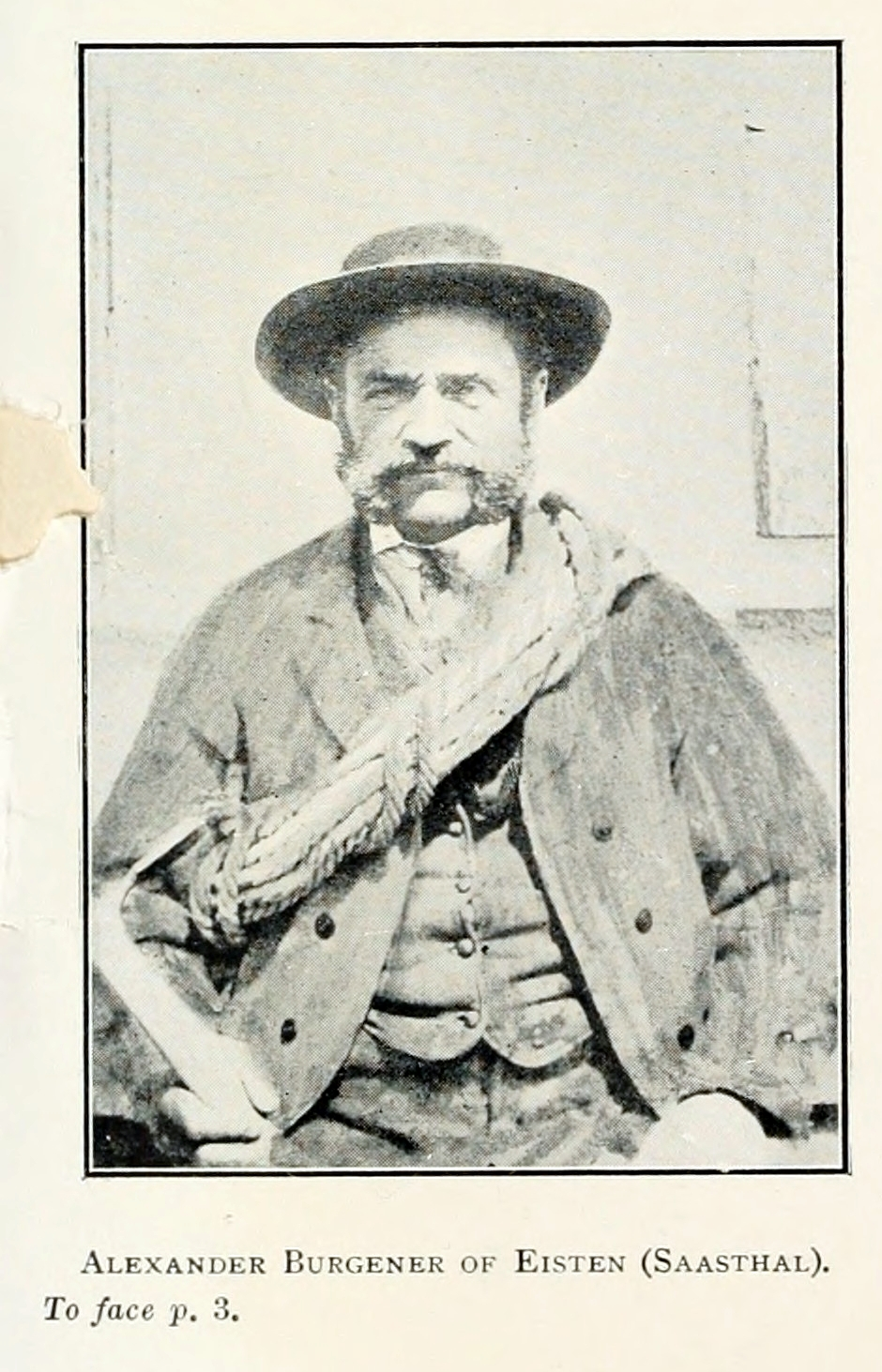
Alexander Burgener um 1907

Alexander Burgener (* 10. Januar 1845 in Saas-Fee, Kanton Wallis; † 8. Juli 1910 am Mönch im Berner Oberland) war ein Bergführerpionier, Erstbesteiger mehrerer Gipfel und Erstbegeher neuer Routen in den Alpen und im Kaukasus. Er wurde auch König der Bergführer genannt.

## Jugend
Alexander Burgener wuchs in einfachen Verhältnissen im Weiler Huteggen der Gemeinde Eisten VS im Saastal auf. Seine Jugend verbrachte er als Geisshirt und Gämsjäger am Balfrin. Mit 20 Jahren unternahm er seine erste Bergtour als Bergführer. Der aufkommende Tourismus brachte vor allem wagemutige Engländer in die Alpen. Auch der berühmte englische Alpinist und Autor Albert Mummery gehörte zu seinen Gästen.

## Erstbegehungen
Rund 50 Erstbesteigungen und Erstbegehungen in den Alpen und im Kaukasus hat Alexander Burgener gemacht, darunter die Lenzspitze (1870), die Aiguille du Dru im Mont-Blanc-Massiv (1878), der Gestola im Kaukasus (4860 m, 1886), der Zmuttgrat am Matterhorn (1879) und der Täschhorn-Teufelsgrat (1887). 1899 bestieg er den Ostgipfel des Piz Palüs erstmals über den Nordwestpfeiler. Es gibt kaum einen bekannten Berg der Westalpen, den er nicht bestiegen hätte, dazu kamen Expeditionen in den Kaukasus. Alexander Burgener war einer der bekanntesten Bergführer der Belle Époque.

## Tragisches Ende
Am 8. Juli 1910 wurde Alexander Burgener am Berglifelsen am Mönch von einer Lawine erfasst und getötet; bei dem Unglück kamen sieben Bergsteiger ums Leben, darunter auch Adolf Burgener, der Sohn von Alexander. Sein Grab befindet sich in Eisten.

## Erinnerung
In Erinnerung an Alexander Burgener wurde der Klettergipfel "Burgenerturm" im Klettergebiet Bielatal der Sächsischen Schweiz nach ihm benannt.